# Jacek Masłowski
Jacek Masłowski (ur. 30 października 1965 w Katowicach) – polski poeta, prozaik i autor tekstów piosenek. Debiutował w 1997 roku. Publikował w prasie ogólnopolskiej, m.in. w „Arcadii”. Laureat konkursów poetyckich. W latach 80. XX w. wokalista i tekściarz kilku zespołów rockowych, m.in. Brander, Acid Flowers. Formalnie nie jest związany z żadnym środowiskiem literackim. W swojej poezji i prozie posługuje się cytatami filozoficznymi, ironią i metafizyczną głębią.

### Poezja
- Tu gdzie jestem (Kaga-Druk, 1999)
- Wiersze (współautor Zbigniew Barański,Kaga-Druk, 2000)
- Koniec wakacji (InaPress, 2000)
- Tobą zajęty (Niezależna Oficyna Wieszcza / Kaga-Druk, 2002)
- Z odległości (Niezależna Oficyna Wieszcza / Kaga-Druk, 2004)
- Było nie było (Kaga-Druk, 2007)
- Wybrane (wybór wierszy, Kaga-Druk, 2008)
- Transmisja (Kaga-Druk, 2011)
- Lata świetlne (wybór wierszy, Kaga-Druk / Media Alternatywne, 2014)

### Proza
- Trzy krótkie formy prozatorskie (Kaga-Druk / Media Alternatywne, 2015)